# Чемпионат СССР по футболу 1975 (вторая лига, 6 зона)
В чемпионате СССР 1975 года среди команд мастеров второй лиги, приняли участие 108 коллективов, которые были разделены на шесть зон.
В 6 зону были включены 16 команд с Украины и один коллектив из Молдавской ССР. В рамках турнира определялся чемпион Украинской ССР. По итогам первенства им стала команда «Кривбасс» из Кривого Рога.

## Итоги первенства
Турнир проходил с 13 апреля по 29 октября. Всего было проведено 272 игры, в которых забито 592 гола (в среднем 1,43 за игру). Обладателем приза «Рубиновый кубок», учреждённого газетой «Молодь України» для самой результативной команды, стал СК «Луцк», забивший 46 голов.

## Турнирная таблица
| Место | Команда                  | В  | Н  | П  | Голы  | О  |
| ----- | ------------------------ | -- | -- | -- | ----- | -- |
| 1     | Кривбасс (Кривой Рог)    | 14 | 13 | 5  | 39—20 | 41 |
| 2     | Автомобилист (Житомир)   | 13 | 14 | 5  | 41—21 | 40 |
| 3     | СК Луцк                  | 13 | 12 | 7  | 46—26 | 38 |
| 4     | СК Чернигов              | 12 | 13 | 7  | 41—33 | 37 |
| 5     | Звезда (Кировоград)      | 13 | 10 | 9  | 37—22 | 36 |
| 6     | Судостроитель (Николаев) | 13 | 9  | 10 | 39—31 | 35 |
| 7     | Динамо (Хмельницкий)     | 11 | 12 | 9  | 32—25 | 34 |
| 8     | Локомотив (Винница)      | 11 | 11 | 10 | 41—36 | 33 |
| 9     | Колос (Полтава)          | 11 | 10 | 11 | 44—41 | 32 |
| 10    | Буковина (Черновцы)      | 10 | 12 | 10 | 34—38 | 32 |
| 11    | Говерла (Ужгород)        | 11 | 10 | 11 | 23—27 | 32 |
| 12    | Фрунзенец (Сумы)         | 11 | 9  | 12 | 29—29 | 31 |
| 13    | Команда г. Тирасполь     | 8  | 14 | 10 | 36—46 | 30 |
| 14    | Волна (Севастополь)      | 12 | 5  | 15 | 38—54 | 29 |
| 15    | Авангард (Ровно)         | 9  | 9  | 14 | 22—30 | 27 |
| 16    | Локомотив (Жданов)       | 5  | 10 | 17 | 26—48 | 20 |
| 17    | Локомотив (Херсон)       | 3  | 11 | 18 | 24—65 | 17 |

| Состав победителя турнира, команды Кривбасс (Кривой Рог) |
| --- |
| Ю. Мишин (32 игры), А. Исаков (31), А. Быткин (31), В. Дзиоба (31), В. Захаров (30), О. Чумак (30), Н. Ушаков (29), В. Морозов (29), И. Махно (28), П. Басов (27), В. Кузьменок (24), И. Теннак (23), С. Плыгун (22), В. Иващенко (20), Н. Куринный (13), А. Сопко (9), В. Евдокимов (8), С. Цаплюк (5), С. Купцов (5), С. Варсуляк (2), В. Анташевский (1) |
| Старший тренер — А. П. Гулевский, тренер — В. В. Носов, начальник команды — А. Г. Сакович |

## Лучшие бомбардиры
| Футболист         | Команда                  | Голы |
| ----------------- | ------------------------ | ---- |
| С. Звенигородский | команда г. Тирасполь     | 15   |
| В. Дударенко      | СК Луцк                  | 14   |
| А. Шидловский     | Локомотив (Винница)      | 14   |
| В. Войтенко       | Колос (Полтава)          | 14   |
| Е. Деревяга       | Судостроитель (Николаев) | 14   |
| Р. Церекидзе      | Волна (Севастополь)      | 14   |
| М. Завальнюк      | Динамо (Хмельницкий)     | 13   |
| В. Клочко         | СК Чернигов              | 12   |
| А. Мельников      | СК Чернигов              | 11   |
| Н. Васютин        | Автомобилист (Житомир)   | 11   |
| И. Шарий          | Колос (Полтава)          | 11   |